# Benedikt z Plzně
Benedikt z Plzně byl český františkán žijící v první polovině 16. století. Po rozšíření Lutherova učení přilnul k luteránství, okolo roku 1525 jej během svého působení v Jindřichově Hradci otevřeně hlásal a odmítal katolickou liturgii. Ochrannou ruku mu při tom poskytoval místní pán Adam I. z Hradce, nejvyšší kancléř Českého království. Proto jej františkánský provinciál František z Bavor chtěl zavřít do klášterního vězení, čímž pověřil provinčního kustoda Michaela z Korutan, který byl v té době kvardiánem v Bechyni. Michael z Korutan tedy v roce 1524 spolu s dalšími bratřími a s muži sloužícimi bechyňskému pánu a rychtáři Janu ze Šternberka přepadli jindřichohradecký klášter. Benedikt jim však uprchl tak, že vyskočil ven oknem. Benedikt z Plzně mohl být potenciálně totožný se autorem křesťanských písní, rovněž k luteránství inklinujícím františkánem Klimentem Bosákem.
Františkán Benedikt z Plzně, spíše však odlišný od výše popsaného, vyzdobil malířskými díly právě tehdy budovaný františkánský kostel ve východopolském Opatowie.